# Hans Henrik Cahman den yngre
Hans Henrik Cahman den yngre, född ca 1680 i Flensburg, död 1736 i Borås, var en svensk orgelbyggare. Hans far var orgelbyggaren Johan Herman Cahman.
Han hjälpte troligtvis sin far med orgelbyggeri. Han blev senare organist i Borås. Arbetade ibland med reparation av orglar i Skara stift under 1700-talets första hälft.

## Biografi
Cahman föddes omkring 1680 i Flensburg, Tyskland. Han var son till orgelbyggaren Johan Herman Cahman (död 1702) och Anna Katharina Reinch (1643–1736). Cahman blev 1709 organist i Borås församling. Han fick även ansvar att undervisa i sång på stadsskolan. Cahman tog avsked i november 1722 då han blivit erbjuden tjänsten som domkyrkoorganist i Skara. 1727 brann kyrkan ner och samtidigt drogs hans lön in. Han försörjde sig under tiden som orgelreparatör. Cahman begravdes 1 juni 1736 i Borås.

### Familj
Cahman gifte sig med Margareta Valentinsdotter Kling (1688–1735). De fick tillsammans barnen Johan (1707–1767) organist, Anna Katarina (född 1711), dotter utan namn (1712–1715), Hans Henrik (född 1714), Valentin (1716–1717) och Kristina (född 1718).

## Lista över orglar
| År   | Ursprunglig kyrka | Stift     | Bild | Manualer | Pedal | Stämmor | Bevarad orgel/fasad | Övrigt                                                                                 |
| ---- | ----------------- | --------- | ---- | -------- | ----- | ------- | ------------------- | -------------------------------------------------------------------------------------- |
| 1725 | Fjärås kyrka      | Göteborgs |      |          |       | 16      | Nej/Nej             | Han satte upp ett äldre verk. 1762 fördärvades delar av orgelverket av ett åsknedslag. |

### Reparationer
| År   | Ursprunglig kyrka | Stift     | Bild | Manualer | Pedal | Stämmor | Bevarad orgel/fasad | Övrigt |
| ---- | ----------------- | --------- | ---- | -------- | ----- | ------- | ------------------- | --- |
| 1721 | Länghems kyrka    | Göteborgs |      |          |       |         |                     | 1693 skänkte grevinnan Christina Catharina De la Gardie ett positiv med sex stämmor till kyrkan. Orgeln reparerades 1721 av Cahman. |
| 1722 | Skövde kyrka      |           |      |          |       |         |                     | Reparerades tillsammans med organisten Mattias Daniel Blom i Skara.                                                                 |
| 1728 | Bogesunds kyrka   |           |      |          |       |         |                     | Cahman reparerade orgeln. Han fick 50 riksdaler för arbetet.                                                                        |